# Нагрудний знак пілота-спостерігача (Пруссія)
Нагрудний знак для офіцерів авіаційного спостереження (нім. Abzeichen für Beobachtungsoffiziere aus Flugzeugen) — прусська відзнака, заснована імператором Вільгельмом II 27 січня 1914 року.

## Опис
Овальний знак довжиною 71 мм і шириною 45 мм, виготовлений із срібла або посрібленого кольорового металу. В центрі знака — червоний емалевий квадрат з меншим чорно-білим квадратом (символ прусського Генштабу). Знак оточений лавровим (ліворуч) і дубовим (праворуч) вінками, з'єднаними внизу стрічкою. У верхній частині знаку — Імперська корона. На зворотному боці знаку — вертикальна шпилька і дворядкове клеймо виробника C.E. JUNKER / BERLIN. Знак носили на лівому боці грудей.

## Умови нагородження
Знаком нагороджувала генеральна військово-транспортна інспекція після виконання наступних умов:
- В якості авіаційного спостерігача пролетіти 1000 кілометрів.
- Успішно скласти іспит з технічного обслуговування літака. або успішне повторне складання іспиту.
- Здійснення розвідувальних польотів.
- Отримання сертифіката спостерігача.